# Аргаяшская ТЭЦ
Аргая́шская ТЭЦ — теплоэлектроцентраль (разновидность тепловой электростанции), расположенная в посёлке Новогорном Озёрского городского округа Челябинской области. 
Аргаяшская ТЭЦ реализует электрическую энергию и мощность на ОРЭМ, отпускает тепловую энергию промышленным потребителям (пар на ПО «Маяк» и горячую воду ООО «Озёрская трубная компания») и теплоснабжающим компаниям Озёрска и поселка Новогорного.

## История
Введена в работу 7 июля 1954 года. До переименования в августе 1954 года называлась Новой ТЭЦ.

## Описание
Установленная электрическая мощность электростанции по состоянию на 01.07.2021 составляет 256 МВт, тепловая – 824 МВт.
На ТЭЦ установлено следующее оборудование:
- 6 паровых турбин[1]:
  - ТГ ст. № 1 типа Т-35-90-4 мощностью 35 МВт 1953 года выпуска,
  - ТГ ст. № 2 типа Т-35-90-4 мощностью 35 МВт 1953 года выпуска,
  - ТГ ст. № 3 типа П-35-90/10-2 мощностью 35 МВт 1953 года выпуска,
  - ТГ ст.№4 типа Т-60/65-8,8 мощностью 65 МВт 2018 год пуска,
  - ТГ ст. № 5 типа ТР-40-90/0,7-2 мощностью 40 МВт 1955 года выпуска,
  - ТГ ст. № 6 типа Р-20-90-18/2 мощностью 20 МВт 1986 года выпуска,
  - ТГ ст. № 7 типа ПТ-30-90/10-3 мощностью 30 МВт 1956 года выпуска;
- 9 паровых энергетических котлов[2]:
  - 4 паровых котла ТП-170 производства ТКЗ «Красный котельщик» производительностью 170 т/ч,
  - 5 паровых котлов ПК-14 производства Подольского завода «ЗиО» производительностью 230 т/ч.

Оборудование станции приспособлено к работе как на угле, так и на природном газе. Уголь составляет около 50 % от топливного баланса станции.
Инвестиционная программа ПАО «Фортум» включает проект реконструкции Аргаяшской ТЭЦ с установкой нового турбоагрегата № 4 установленной мощностью 65 МВт. В 2018 году блок, состоящий из турбины Т-60/65-8,8 производства АО "Уральский турбинный завод" и генератора ТФ-65-2УЗ производства НПО "Элсиб" был введён в эксплуатацию.
В июле 2021 года АО «Русатом Инфраструктурные решения» (РИР) подписало с ПАО «Фортум» договор о покупке Аргаяшской ТЭЦ. «Фортум» передал управление станцией РИР в сентябре 2021 года после завершения государственной регистрации перехода права собственности.